# United City FC
L'United City Football Club és un club de futbol filipí de la ciutat de New Clark City, al municipi de Capas.
Entre 2012 i 2020 fou anomenat Ceres–La Salle i Ceres–Negros, quan estava associat amb l'empresa d'autobusos Ceres Liner. L'equip jugava al Panaad Stadium a Bacolod, Negros Occidental.
Es seu primer nom va ser Ceres-La Salle Football Club. Va jugar a la United Football League (UFL), on fou campió el 2015. L'any esdevingué el primer campió de la nova Philippines Football League, amb el nom Ceres-Negros FC.
La pandèmia de la COVID-19 afectà els propietaris de club, els quals es van veure obligats a vendre'l a l'empresa MMC Sportz Asia. Es creà l'empresa "United City Football Company Inc.", i el club canvià el nom a United City FC. El febrer de 2023, United City va ser forçat a abandonar la lliga per problemes econòmics.

## Palmarès
Lligues
- Philippines Football League

2017, 2018, 2019, 2020
- United Football League Division 1[5]

2015
- United Football League Division 2

2014
Copes
- Campionat de les Filipines de futbol

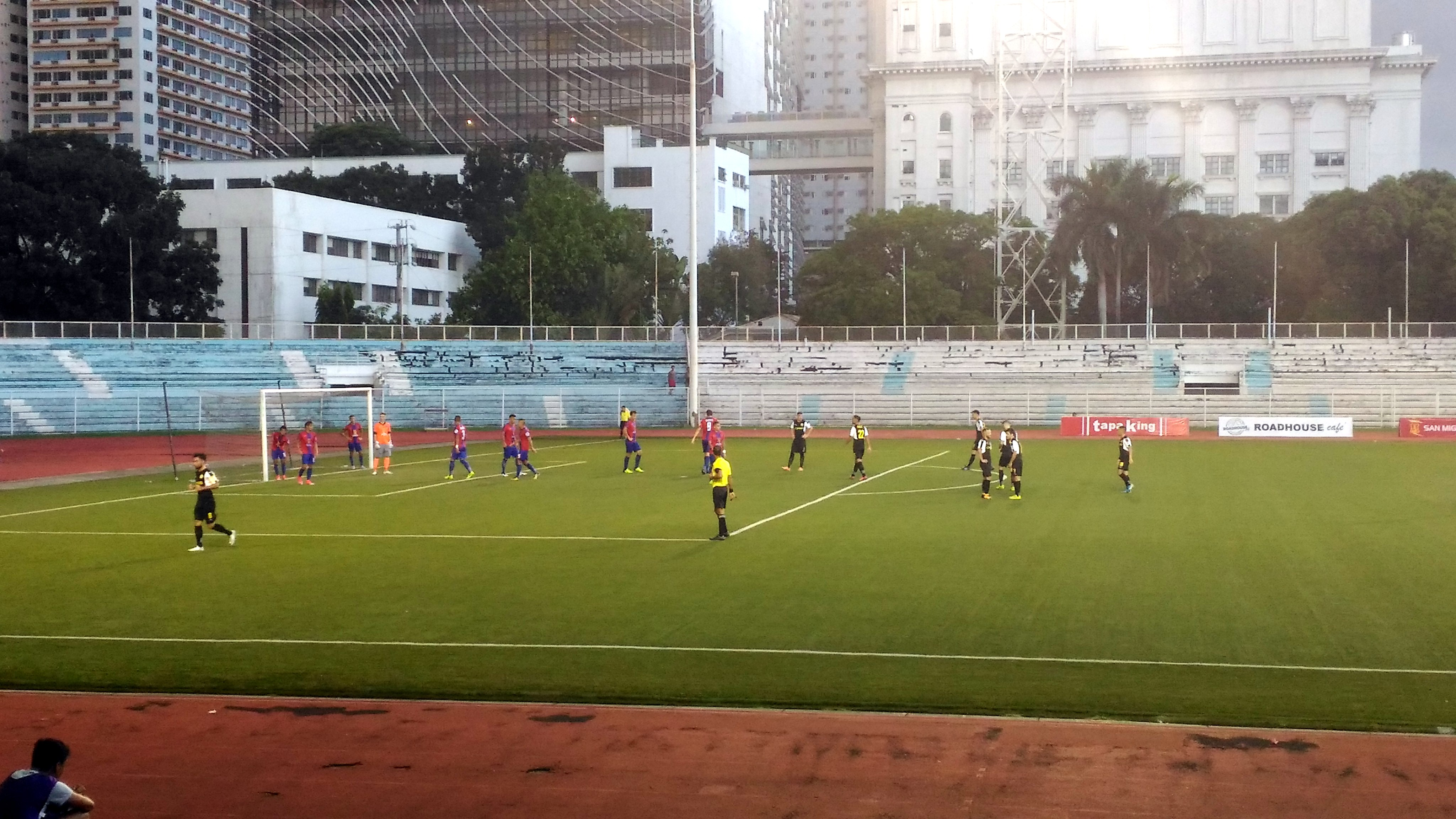
Davao Aguilas vs. Ceres–Negros, 16 setembre 2017.

2012-13, 2013-14
- UFL FA League Cup[6]

2014
- Copa Paulino Alcantara

2019, 2022